# 天主教阿马戈萨教区
天主教阿馬戈薩教區（拉丁語：Dioecesis Amargosensis），是巴西一個天主教教區，包括巴伊亞州東部二十六市，屬薩爾瓦多總教區。
教區成立於1941年5月10日，2012年有教友608,000人，佔總人口96.7%。有廿六個堂區、司鐸三十一人。現任教區主教為若望·尼爾頓·桑托斯·蘇沙。